# Juno Award/Jazz Album of the Year – Group
Der Juno Award für das Jazz Album of the Year - Group wird seit 2015 verliehen, Er richtet sich an kanadische Musikgruppen, die dem Jazz zuzuordnen. Zeitgleich wurde der Juno Award für das Jazz Album of the Year – Solo für Einzelkünstler eingeführt.

## Übersicht
| Jahr | Künstler                                                  | Album                     | Nominierungen | Ref.  |
| ---- | --------------------------------------------------------- | ------------------------- | --- | ----- |
| 2015 | Jane Bunnett and Maqueque                                 | Jane Bunnett and Maqueque | - Andrew Downing, Jim Lewis & David Occhipinti, Bristles - Bobby Rice, Bobby Rice Latin Jazz Big Band: X-Treme Latin Jazz - Brian Dickinson Trio, Fishs Eddy - Myriad3, The Where                           |       |
| 2016 | Allison Au Quartet                                        | Forest Grove              | - Brad Turner Quartet, Over My Head - Jerry Granelli Trio, What I Hear Now - Mark Kelso & The Jazz Exiles, Stealing From My Youth - Peripheral Vision, Sheer Tyranny of Will                                |       |
| 2017 | Metalwood                                                 | Twenty                    | - Darcy James Argue's Secret Society, Real Enemies - Dave Young Quintet, One Way Up - Quinsin Nachoff’s Flux, Flux - Order of Canada Band, Sweet Canadiana                                                  |       |
| 2018 | David Braid, Mike Murley, Anders Mogensen and Johnny Aman | The North                 | - Andrew Downing's Otterville, Otterville - Carn Carn Davidson 9, Murphy - Christine Jensen and Ingrid Jensen, Infinitude - Ernesto Cervini's Turboprop, Rev                                                |       |
| 2019 | Andy Milne and Dapp Theory                                | The Seasons of Being      | - Allison Au Quartet, Wander Wonder - Andrew Rathbun Large Ensemble, Atwood Suites - Liebman/Murley Quartet, Live at U of T - Quinsin Nachoff's Flux, Path of Totality                                      | [ 2 ] |
| 2020 | Ernesto Cervini's Turboprop                               | Abundance                 | - Al Muirhead's Canadian Quintet, Undertones - Brad Turner Quartet, Jump Up - Dave Young Trio, Trouble in Mind - Jane Bunnett and Maqueque, On Firm Ground / Tierra firme                                   | [ 3 ] |
| 2021 | Andy Milne and Unison                                     | The reMission             | - Brandi Disterheft Trio with George Coleman, Surfboard - Emie R Roussel Trio, Rythme de passage - Florian Hoefner Trio, First Spring - Pat LaBarbera and Kirk MacDonald, Trane of Thought, Live at the Rex |       |
| 2022 | Avataar                                                   | Worldview                 | - Christine Tassan Quintette Voyage intérieur - Esteban Herrera Quintet The Prophet - Lina Allemano Four Vegetables - David Restivo Trio Arancina                                                           |       |
| 2023 | Florian Hoefner Trio                                      | Desert Bloom              | - Andrew Rathbun Quintet Semantics - BadBadNotGood Talk Memory - Carn Davidson 9 The History of Us - Mark Kelso and the Jazz Exiles The Dragon’s Tail                                                       |       |